# Heterothrips eversi
Heterothrips eversi är en insektsart som beskrevs av Stannard 1958. Heterothrips eversi ingår i släktet Heterothrips och familjen Heterothripidae. Inga underarter finns listade i Catalogue of Life.